# Asociación de Fútbol de la República Checa
La Asociación de Fútbol de la República Checa (FAČR) (en checo: Fotbalová asociace České republiky) es el organismo encargado de la organización del fútbol en la República Checa, con base en Praga.
Fue fundada en 1901 y está afiliada a la FIFA desde 1907. En 1954 fue una de las asociaciones fundacionales de la UEFA.
Se encarga de la organización de la Liga y la Copa de la República Checa, así como los partidos de la selección checa en sus distintas categorías.

## Historia
La Federación Checa se creó en 1901 para organizar el fútbol en las históricas regiones de Bohemia y Moravia (territorios que conforman la actual República Checa), que por entonces formaban parte del Imperio austrohúngaro.
El primer club checo fue el SK Slavia, fundado en Praga en 1892. En 1896 el Český Sculling Cercle organizó el primer torneo de liga del Reino de Bohemia. Un año después, otro club, el SK Slavia Praha celebraba su propio torneo, el Campeonato de las Tierras del Reino de Bohemia. Finalmente, los clubes obtaron por crear un organismo encargado de organizar el fútbol a nivel nacional. Así nació, el 19 de octubre de 1901, en Praga, la Český svaz footballový (ČSF) (en español: Federación Checa de Fútbol, también referida como Federación de Fútbol de Bohemia). Trece clubes asistieron a la histórica reunión: SK Slavia, AC Sparta, SK Meteor Praha VIII, SK Union, SK Olympia Praha VII, FK Horymír, FK Malá Strana, Hradčanský SK, SK Vyšehrad, LK Česká vlajka, SK Olympia Košíře, ČAFC Královské Vinohrady, AFK Karlín, SK Plzeň, FK Union Plzeň y AC Roudnice. El capitán del Slavia Praga, Karel Freja, fue elegido como el primer presidente.
En 1903 un combinado nacional checo jugó su primer partido internacional como selección de Bohemia. El rival fue Hungría, que por entonces también formaba parte del Imperio austrohúngaro. Hasta 1908, Bohemia jugó un total siete encuentros internacionales, uno contra Inglaterra y el resto frente a sus vecinos húngaros.
En 1905 el Slavia Praga se adhirió a la recién creada FIFA, como paso previo a la solicitud de ingreso de la Federación Checa. Bohemia fue aceptada como miembro provisional de la FIFA en 1906 y un año después ingresó como miembro de pleno derecho, a pesar de no ser un estado independiente. Ello motivó la oposición de alemanes y, sobre todo, austriacos, quienes defendiendo su unidad territorial, consideraban que la Federación Austríaca era el único organismo que podía representar internacionalmente al Imperio austrohúngaro. Tras de un año de presiones y amenazas de boicot, Bohemia fue expulsada de la FIFA en 1908, en el congreso que el organismo internacional celebró, precisamente, en Austria.
En este contexto, se agrupó con otras dos federaciones nacionales que se hallaban al margen de la FIFA, la francesa USFSA y la inglesa Amateur Football Association, para fundar en París en marzo de 1909 una nueva federación internacional alternativa denominada UIAFA. La UIAFA llegó a organizar un campeonato europeo de fútbol de naciones en 1911 durante la Exposición Internacional del Norte de Francia celebrada en Roubaix, del cual la selección de Bohemia se proclamó ganadora.
En el ámbito doméstico, pronto surgieron fricciones entre las diversas regiones futbolísticas que conformaban la ČSF. La Federación pretendía que la Liga de Bohemia fuese disputada por los diferentes campeones regionales, mientras que en Praga al campeón de Bohemia Central se le consideraba automáticamente campeón nacional. La primera competición organizada por la ČSF fue la Pohár Dobrocinnosti (en español: Copa Caridad), que se inició en 1906 y en la que solo participaban equipos de Praga y sus alrededores. En 1918 la Pohár Dobrocinnosti dio paso a la Středočeský Pohár (en español: Copa de Bohemia Central), nuevamente limitada a los clubes de Bohemia Central. Finalmente, la ČSF creó el primer campeonato de liga de carácter nacional la temporada 1911—12. El torneo se disputó hasta 1917 de forma discontinua, a causa de la Primera Guerra Mundial.
Tras la desintegración del Imperio austrohúngaro y el nacimiento de Checoslovaquia, la ČSF se convirtió en la Federación Checoslovaca de Fútbol (ČSSF) (en checo: Československý Svaz Footballový).